# Monica Porto
Monica Ferreira do Amaral Porto ou simplesmente Monica Porto (1956) é uma pesquisadora, engenheira e cientista brasileira que adquiriu notoriedade ao ser a primeira mulher a conquistar o prêmio de "Eminente Engenheiro do Ano de 2016", premiação anual concedida desde 1963 pelo Instituto de Engenharia de São Paulo.

## Biografia
Ela cursou a sua graduação na Escola Politécnica da Universidade de São Paulo, tendo concluído o curso de engenharia civil na USP em 1978. Depois de formada, ela permaneceu desenvolvendo pesquisas na universidade entre o final da década de 1970 e o início dos anos 1980, quando veio a concluir o curso de mestrado em engenharia civil, também pela Escola Politécnica da USP em 1983 com a dissertação "Modelo SSARR: aplicação à pequenas bacias e análise de sensibilidade dos parâmetros", sob a orientação do professor doutor Roberto Max Hermann.
Em 1993, Monica Porto concluiu o seu doutoramento em Engenharia Civil na Escola Politécnica da USP quando defendeu a tese de doutorado "Sensibilidade de modelos de estratificação térmica em reservatórios a dados de radiação solar" sob a orientação do mesmo professor que a supervisionou no mestrado.
Após ingressar como professora efetiva na Escola Politécnica da USP (EPUSP), ela avançou na carreira docente vindo a ocupar o cargo acadêmico de Chefe do Departamento de Engenharia Hidráulica e Sanitária da EPUSP, além de alcançar a posição acadêmica de professor titular na Universidade de São Paulo.
Em 2002, ela obteve a livre-docência na área de engenharia ambiental pela USP, após defender a tese "Sistemas de gestão da qualidade das águas: uma proposta para o caso brasileiro".
Entre o período de 2008 a 2014, Monica Porto foi diretora-presidente da Fundação Centro Tecnológico de Hidráulica, além de ter acumulado durante um parte desse período o cargo de presidente da Associação Brasileira de Recursos Hídricos (ABRH).
Em 2015, Monica Porto foi nomeada para ocupar o cargo de secretária-adjunta de Saneamento e Recursos Hídricos do Governo do Estado de São Paulo, um relevante cargo público em sua área de atuação: a engenharia ambiental.

## Posicionamentos

### Crise hídrica de 2014 em São Paulo
Durante a crise hídrica que ocorreu em 2014 no estado de São Paulo, ela foi uma das 16 cientistas brasileiras que participaram de conferência organizada pela Academia Brasileira de Ciências e pela Academia de Ciências do Estado de São Paulo para debater o problema e propor soluções, sendo que deste encontro resultou a "Carta de São Paulo", um dos documentos científicos mais importantes produzidos no Brasil para compreender os impactos das mudanças climáticas sobre os recursos hídricos.
Como ela explicitaria cinco anos depois, Monica Porto compreende que os fatores que resultaram na crise hídrica de 2014 teriam sido a falta de chuvas nos reservatórios paulistas, escassez que combinou com a dificuldade de previsão e também pela existência de um sistema de bacias hidrográficas independentes e com pouca margem de segurança. Na interpretação dela, esta crise teria impulsionado transformações no sistema de planejamento da gestão hídrica da Macrometrópole Paulista, a exemplo das obras de interligação entre as bacias hidrográficas que teriam tornado possível a transferência de água entre as bacias nas situações em que houvesse falta de chuvas em determinadas regiões do estado.

## Premiações
- Eminente Engenheiro do Ano (2016) - concedido pelo Instituto de Engenharia de São Paulo[2][3][4];

## Obras
Monica Porto contribuiu academicamente para o campo da engenharia ambiental, publicando capítulos de coletâneas e artigos científicos sobre o tema recursos hídricos. Seus artigos ou capítulos com mais de 100 (cem) citações são os seguintes: 
- "Gestão de bacias hidrográficas" (artigo em co-autoria no periódico científico Estudos Avançados - 2008);
- "Gestão urbana e gestão das águas: caminhos da integração" (artigo em co-autoria no periódico científico Estudos Avançados - 2003);
- "Aspectos qualitativos do escoamento superficial em áreas urbanas" (capítulo na coletânea Drenagem urbana - 1995).